# Lac de Yaté
Le lac de Yaté est un lac artificiel de barrage d'une superficie de 4 000 ha environ se trouvant à Grande Terre sur le territoire de la commune de Yaté. Il s'agit de la plus importante étendue d'eau douce de Nouvelle-Calédonie, créée par la construction du barrage de Yaté.

## Géographie
Le lac de Yaté est situé à une altitude de 160 m environ, sur la commune de Yaté en Nouvelle-Calédonie. Dominé par la Chaîne centrale (chaîne de moyenne montagne s'étendant sur toute la longueur de l'île de la Grande Terre dont elle constitue l'« épine dorsale ») et ses contreforts au nord et à l'ouest, il est bordé au sud par la région dite du Grand Sud, vaste espace de plaines et de collines au réseau hydrographique dense et au sol ferreux recouvert d'une végétation dite du « maquis minier ».
Il est alimenté par divers ruisseaux et rivières qui puisent leur source dans les contreforts et les sommets de la Chaîne centrale au nord, ou dans les collines isolées au sud. Les plus importantes d'entre elles sont la rivière Blanche à l'ouest (qui forme un marais avant de se jeter dans le lac), la rivière Bleue au nord-ouest (elle donne son nom au parc provincial de la Rivière Bleue s'étendant au nord et à l'ouest du lac tandis que son embouchure est marquée par la présence de nombreux arbres morts immergés lors de la construction du barrage sur son cours, cette zone est depuis lors appelée la « Forêt noyée » et est un haut lieu touristique pour les randonneurs et les kayakistes) ou encore le Creek Pernod et la rivière des lacs au sud. L'ouverture régulière des vannes du barrage permet de maintenir le niveau du lac et d'alimenter un réseau de cours d'eau et de cascades qui s'échelonnent en aval jusqu'à la mer sous le nom de rivière Yaté.

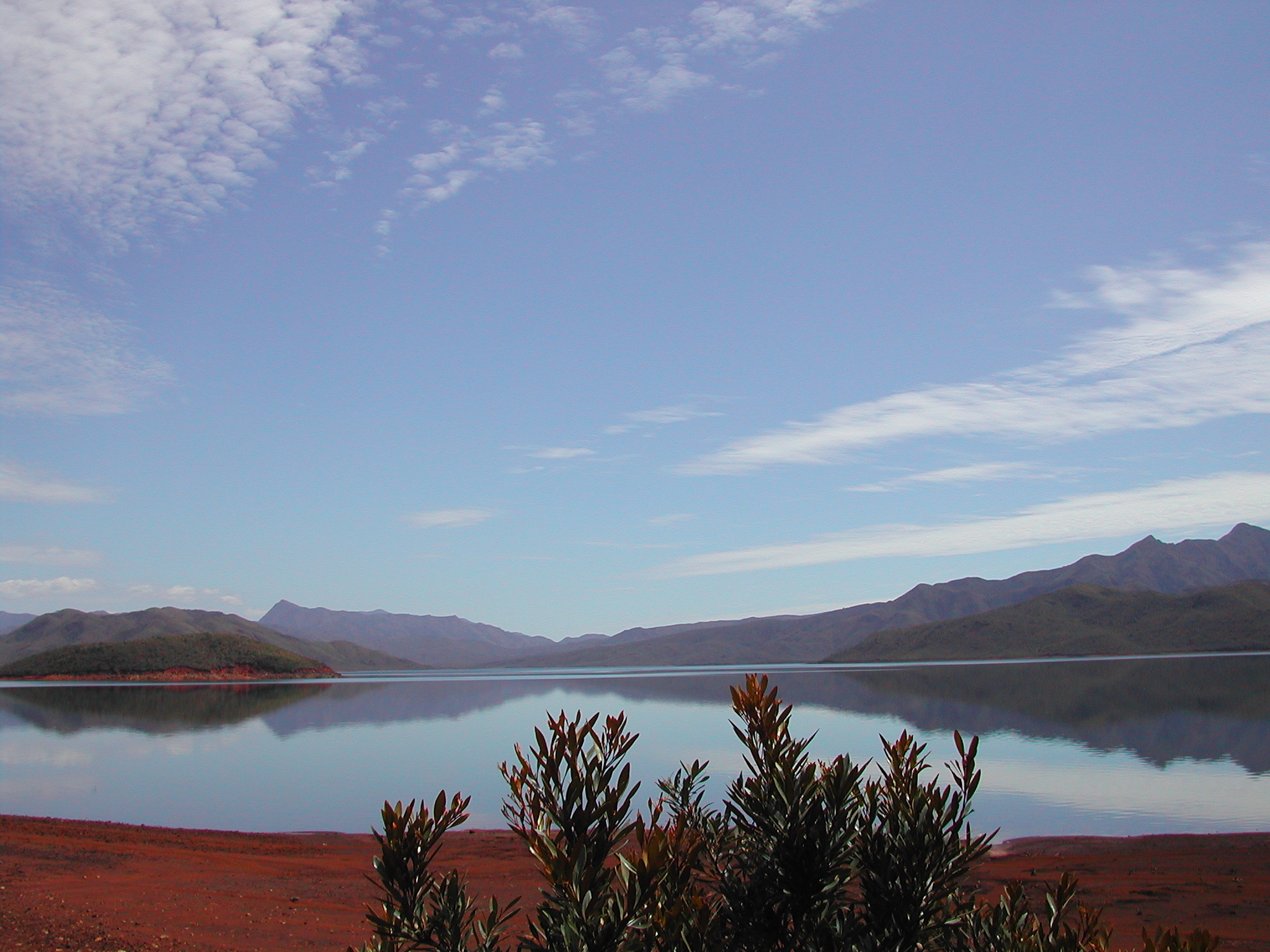
Vue du lac de Yaté depuis sa rive sud.

Il a une forme très découpée et étalée, s'étendant sur 22 km selon un axe est-ouest, et sur 6,5 km pour sa largeur maximale du nord au sud. Plusieurs petits îlots jalonnent le plan d'eau du lac. La Route provinciale 3, qui relie l'agglomération du Mont-Dore au village de Yaté, longe sa rive sud.

## Histoire
Il s'agit d'un lac artificiel dont le barrage de Yaté a été construit en 1959 sur le cours de la rivière Bleue, afin de répondre à l'importante demande en électricité de l'usine de traitement du nickel de Doniambo à Nouméa.
En 1980 est créé, le long des rives nord et ouest du lac, le parc provincial de la Rivière Bleue, sur une superficie de 90,45 km2 (ce qui en fait le plus grand parc provincial de la Nouvelle-Calédonie). Le lac est également bordé depuis 1972 par la réserve spéciale de faune de la Haute Yaté (159 km2 qui englobent notamment le parc de la Rivière Bleue) et celles botaniques de Yaté barrage (à l'est) et de Forêt cachée (au sud).

## Faune
Le lac de Yaté est également très réputé dans le milieu local de la pêche sportive pour son importante population de black-bass, ce poisson ayant été importé et introduit dans le lac pour le peupler. Ce prédateur s'est depuis répandu dans les cours d'eau néo-calédoniens, menaçant les poissons indigènes et endémiques. L'Association de pêche sportive de Nouvelle-Calédonie (APS-NC) a d'ailleurs été créée à l'origine afin de réguler la population de black-bass dans le lac qui reste un haut lieu de la pratique de la pêche à la mouche.

## Activités
Outre la pêche à la mouche, de nombreuses activités sportives ou touristiques ont été organisées dans l'environnement du lac. Le parc de la rivière Bleue propose ainsi des excursions en kayak sur le lac, notamment au sein de la Forêt noyée.
Le sentier de grande randonnée,GR NC1, longe en partie les rives sud, ouest et nord du lac.
Le 2 février 2014, les Lacs du Grand Sud néo-calédonien sont déclarés site Ramsar, dont le lac Yaté constitue le centre.

## Philatélie
Un timbre émis par l'OPT en 2014 et illustré par une photographie de Pierre-Alain Pantz représente la forêt noyée.